# Xã St. Joseph, Quận Pembina, Bắc Dakota
Xã St. Joseph (tiếng Anh: St. Joseph Township) là một xã thuộc quận Pembina, tiểu bang Bắc Dakota, Hoa Kỳ. Năm 2010, dân số của xã này là 94 người.